# Packera musiniensis
Packera musiniensis là một loài thực vật có hoa trong họ Cúc. Loài này được (S.L.Welsh) Trock mô tả khoa học đầu tiên năm 2005.